# Vouhé (Deux-Sèvres)
Vouhé ist eine französische Gemeinde mit 351 Einwohnern (Stand: 1. Januar 2022) im Département Deux-Sèvres in der Region Nouvelle-Aquitaine. Sie gehört zum Arrondissement Parthenay und zum Kanton La Gâtine.
Die Einwohner werden Vouhéens genannt.

## Geographie

### Lage
Vouhé liegt etwa neun Kilometer südlich von Parthenay und 31 Kilometer nordnordöstlich von Niort.

### Nachbargemeinden
Umgeben ist Vouhé von den Nachbargemeinden Saint-Pardoux-Soutiers im Norden, Beaulieu-sous-Parthenay im Nordosten und Osten, Saint-Lin im Südosten und Süden, Verruyes im Süden, Mazières-en-Gâtine im Südwesten und Westen sowie Saint-Pardoux im Westen.

### Gewässer
Im Gemeindegebiet entspringt die Vonne, an der nordwestlichen Gemeindegrenze verläuft die Viette.

## Bevölkerungsentwicklung
| Jahr      | 1954 | 1962 | 1968 | 1975 | 1982 | 1990 | 1999 | 2006 | 2019 |
| Einwohner | 560  | 516  | 472  | 377  | 357  | 325  | 333  | 362  | 362  |

## Sehenswürdigkeiten
- Kirche Saint-Pierre

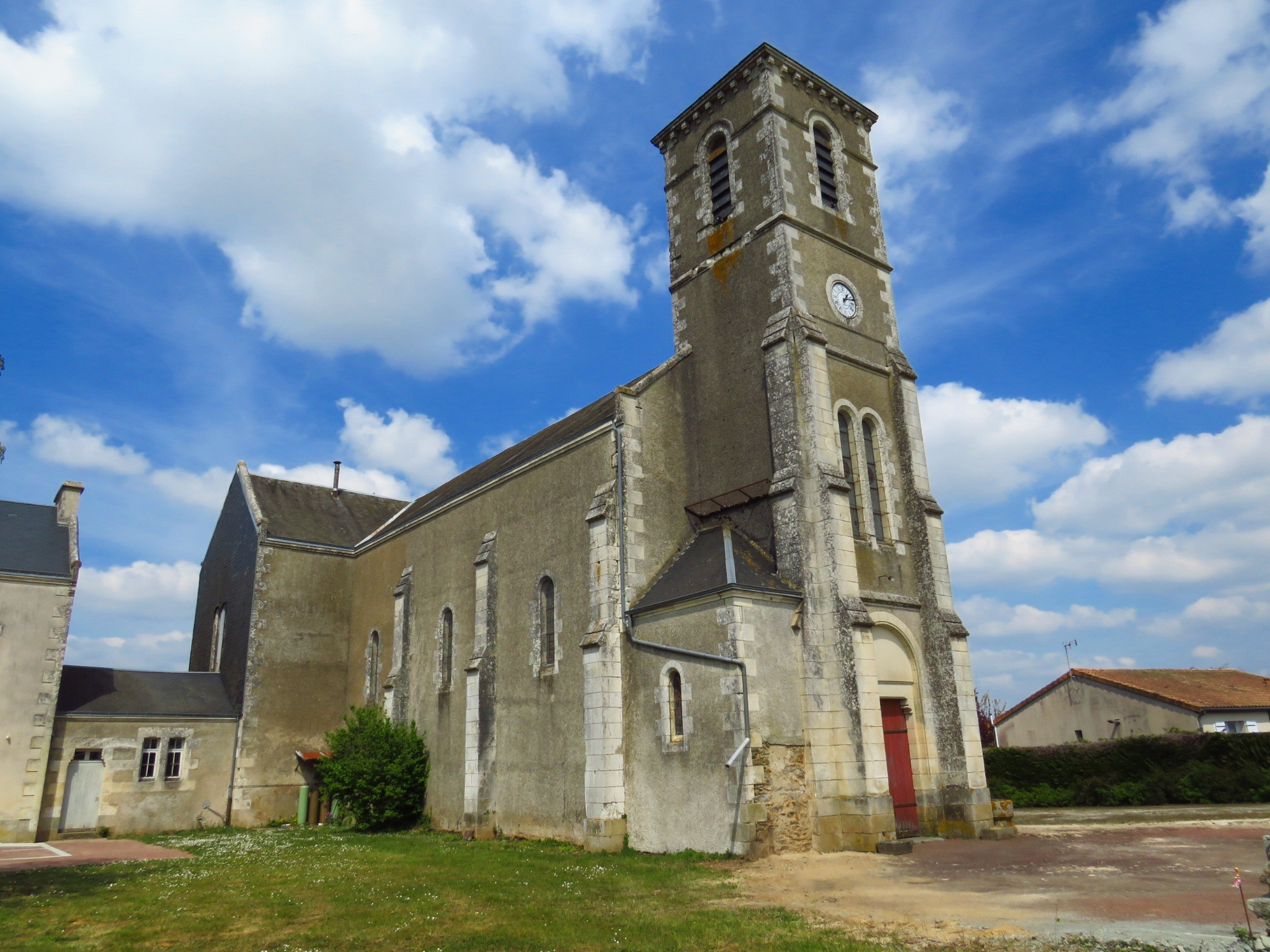
L'église Saint-Pierre